# مارتا روداش
مارتا روداش (مجاری: Rudas Márta; ۱۴ فوریهٔ ۱۹۳۷ – ۶ ژوئن ۲۰۱۷) ورزشکار دو و میدانی اهل مجارستان بود.
وی در مسابقات کشوری و بین‌المللی در مجموع برندهٔ ۱ مدال نقره شده‌است.